# Fausto Barreto
Fausto Barreto  (* 19. Dezember 1852 in Tauá, Ceará; † 2. Oktober 1908 in Rio de Janeiro) war ein brasilianischer Romanist, Lusitanist, Brasilianist und Politiker.

## Leben
Barreto studierte in Fortaleza und Rio de Janeiro (Medizin) und wurde Gymnasiallehrer. Ab 1883 war er Professor für Portugiesisch am Colégio Pedro II und entwarf 1887 eine nationale Prüfungsordnung für Portugiesisch, die die Anfertigung einer modernen Grammatik erzwang. Er schuf mit Carlos de Laet (1847–1927) das über Jahrzehnte maßgebliche und normgebende Schulbuch des Portugiesischen in Brasilien. In Rio de Janeiro ist eine Straße nach ihm benannt.

## Werke
- (Hrsg. mit Carlos de Laet) Antologia nacional ou collecção de excerptos dos principaes escriptores da lingua portugueza do 19o (20o) ao 16e seculo, Rio de Janeiro, Paulo de Azevedo, 1895 (zuletzt 1989).